# Diethelm Burkhard
Diethelm Burkhard (* auch: Burkhard-Abegg, 14. Juli 1869 in Herrliberg; † 2. September 1926 in Hombrechtikon) war ein Schweizer Politiker (BGB).

## Biografie
Seine Eltern waren der Pfarrer Paul Heinrich Burkhard und dessen Ehefrau Henriette geb. Ziegler, eine Tochter des Paul Carl Eduard Ziegler.
Burkhard wuchs in Küsnacht auf und absolvierte von 1888 bis 1891 am Polytechnikum Zürich ein Agronomiestudium. 1906 gründete er den Verband Nordostschweizerischer Käserei- und Milchgenossenschaften mit, welchem er ab 1920 als Präsident vorstand, und von 1911 bis 1924 war er als zürcherischer Rebbaukommissär tätig. Als ein Vertreter der Bauern-, Gewerbe- und Bürgerpartei sass er ab 1917 im Zürcher Kantonsrat und 1922 wurde er in den Nationalrat gewählt; nach seinem Tod folgte ihm Karl Wunderli in den Nationalrat.
Burkhard war Vorstandsmitglied des Zentralverbands schweizerischer Milchproduzenten und von 1905 bis 1911 Geschäftsführer der Gesellschaft schweizerischer Landwirte. Er war als aktiver Bauernpolitiker tätig, der sich neben der Organisation der Milchproduzenten auch um den Wiederanbau der reblausgeschädigten Weinkulturen kümmerte.
Er heiratete 1884 Emma Abegg. Das Paar hatte zwei Kinder, den Sohn Paul und die Tochter Nelly.